# Borysthenes
Borysthenes ou Borysthène (en grec ancien : Βορυσθένης / Borysthénēs) était une divinité populaire des mythologies scythe et grecque de la région du Pont, dont le culte est attesté à Olbia du Pont, en Ukraine, par des sources archéologiques. Il est le père de Thoas  de Tauride et de la nymphe Borysthenis.
Borysthène est aussi le nom antique du fleuve Dniepr. Ce cours d'eau est mentionné à différentes reprises par Hérodote et Pline l'Ancien.

## Le fleuve chez Hérodote
Hérodote parle du fleuve Borysthène  au Livre IV de ses Histoires, en particulier au chapitre 53, dans lequel décrit le fleuve et ses environs.

« Le Borysthène est le quatrième fleuve, et le plus grand de ce pays après l'Ister. C'est aussi, à mon avis, le plus fécond de tous les fleuves, non seulement de la Scythie, mais du monde, si l'on excepte le Nil, avec lequel il n'y en a pas un qui puisse entrer en comparaison. Il fournit au bétail de beaux et d'excellents pâturages. On y pêche abondamment toutes sortes de bons poissons. Son eau est très agréable à boire, et elle est toujours glaire et limpide, quoique les fleuves voisins soient limoneux. On recueille sur ses bords d'excellentes moissons ; et, dans les endroits où l'on ne sème point, l'herbe y vient fort haute et en abondance. Le sel se cristallise de lui-même à son embouchure et en grande quantité. Il produit de gros poissons sans arêtes, qu'on sale ; on les appelle antacées. On y trouve aussi beaucoup d'autres choses dignes d'admiration. »

## Archéologie
Le dieu est présent sur les pièces de monnaie de la colonie d'Olbia du Pont (IIIe – Ier siècles av. J.-C.); et « Borysthène » est aussi le nom d'une série de monogrammes que l'on trouve sur ces pièces de monnaie.

## Fonction
Pour François Cornillot, le nom du Borysthene est lié à celui du dieu indo-iranien du Feu dans l'eau Apam Napat. Il le décrit comme une « parfaite coïncidence onomastique » dont l'origine se trouve dans le mythe indo-iranien de l'identité entre le souverain et ce dieu. Les deux sont censés assurer la maîtrise et la garde du Xvarnah (en), un « divin fluide séminal porteur de victoire, prospérité, fécondité et fertilité », se trouvant au fond des bonnes eaux et émanant de la déesse-rivière Anahita. L'étymologie du Borysthene *Vorü(x)ščana « le Fils de l'Elargisseur », correspond ainsi à Apam Napat qui est le fils du dieu que les Scythes nommaient Spārag ou Sfārag qui est à rapprocher du dieu slave Svarog et qu'ils tenaient pour le libérateur des eaux prisonnières, « l'Elargisseur » *worukŗt.

## Postérité du nom
On retrouve ce nom dans l'appellation du philosophe cynique, Bion de Borysthène, originaire d'Olbia (mais on notera que Diogène Laërce écrit : « Dion était originaire de Borysthène ».
Il est à l'origine du nom Barbus borysthenicus (en), attribué en 1862 par le zoologiste Benedykt Dybowski  à un poisson de la famille des barbus du Dniepr.

## Galerie

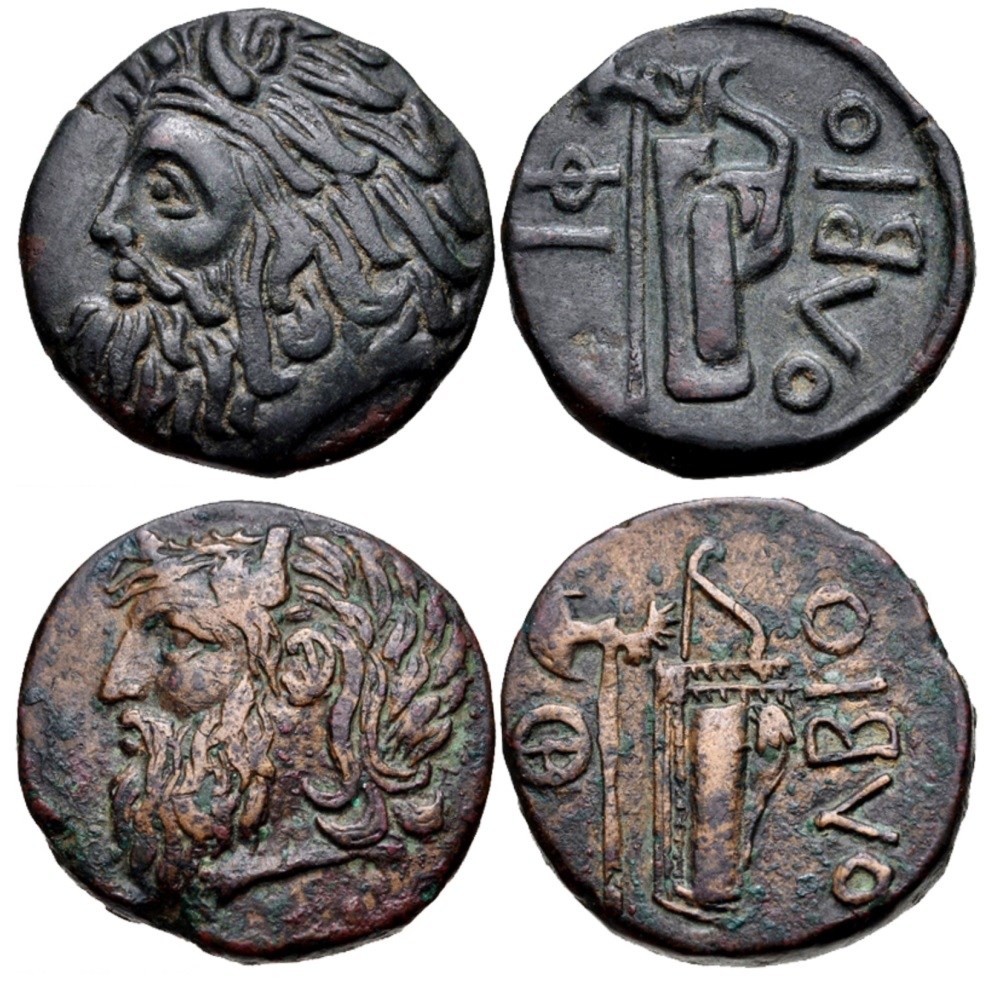
Deux pièces d'Olbia pontique avec le dieu fleuve Borysthène.
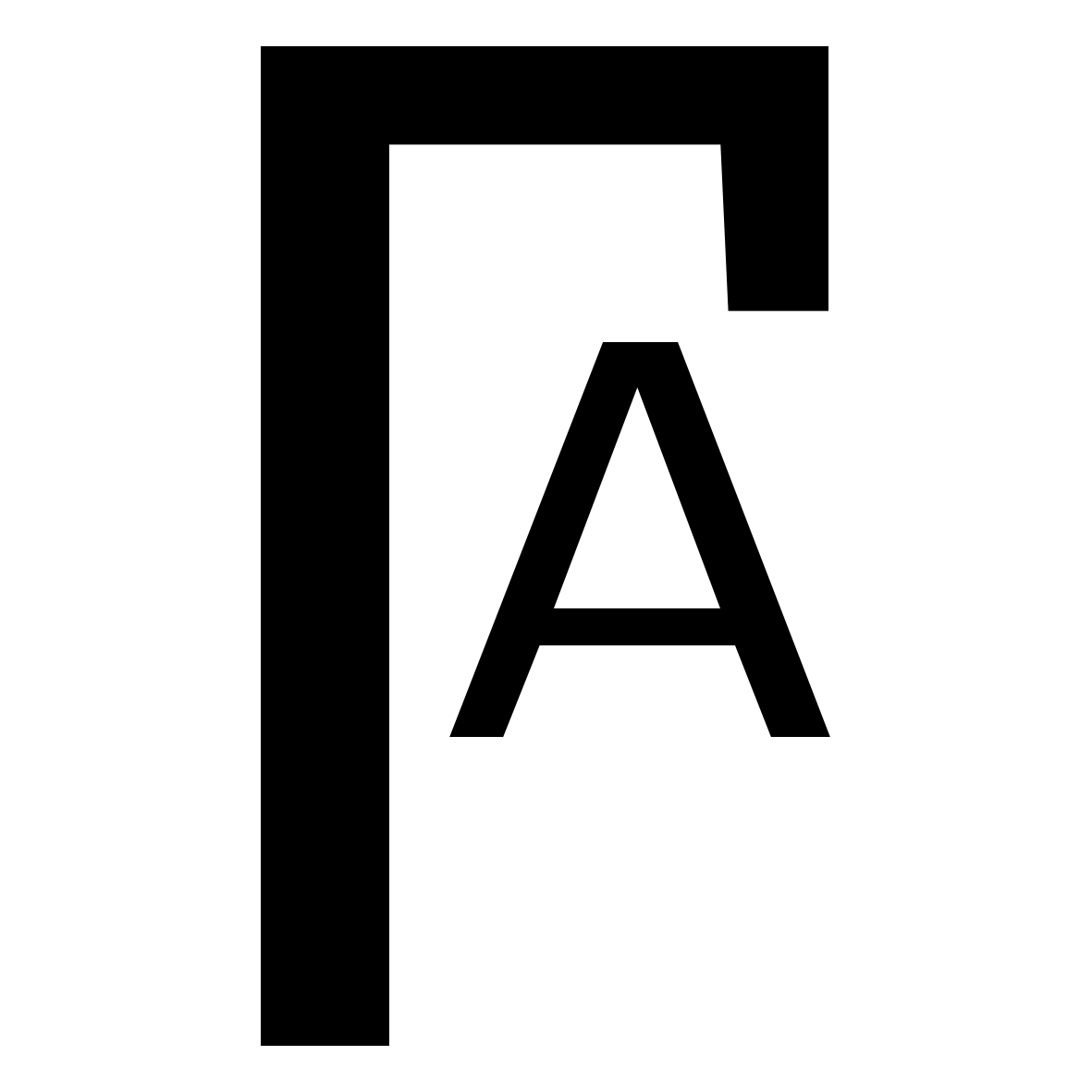
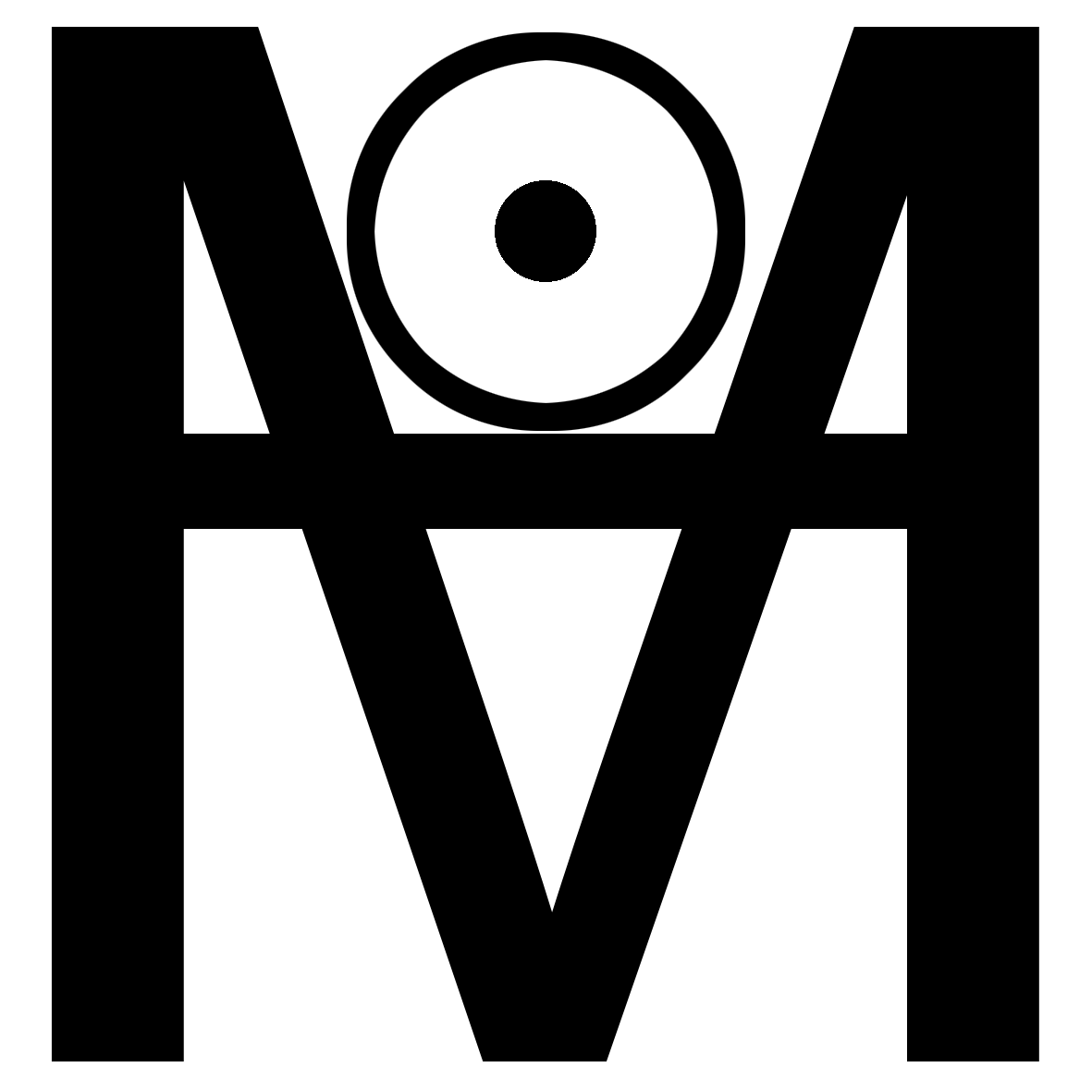
Trois monogrammes « borysthènes ».
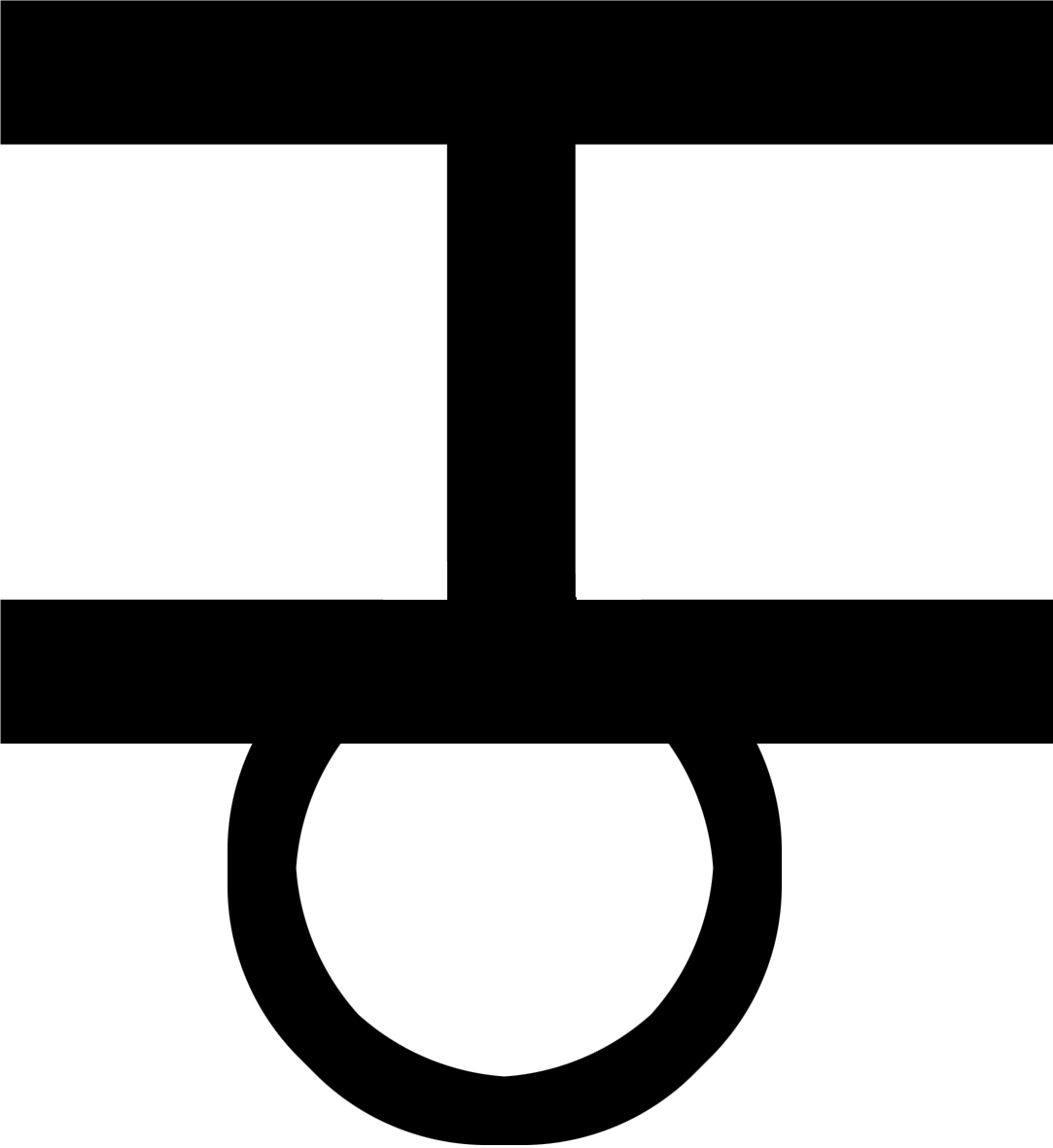
Allégorie du Dniepr par J. J. Kändler, 1772.